# مورزرد نصرالله (مارغون)
مورزرد نصرالله (بالفارسية: مورزرد نصرالله) هي قرية تقع في إيران في قسم مارغون الريفي. يقدر عدد سكانها بـ 77 نسمة .